# Jean-Edme Romilly
Jean-Edme Romilly (* 1739 oder 1740 in Genf; † 27. Oktober 1779) war ein Genfer Theologe und Enzyklopädist.

## Leben und Wirken
Er war der einzige Sohn des Uhrmachers, Journalisten und Enzyklopädisten Jean Romilly (1714–1796). Seine Mutter war die Elisabeth Andrienne Joly (* 1719). Seine jüngere Schwester hieß Elisabeth Jeanne Pierrette Romilly (1742–1814).
Jean-Edme Romilly studierte bis 1763 Theologie. Drei Jahre später war er als Pastor in einer wallonischen Kirche in London tätig. Er kehrte aber bald nach Genf zurück und wurde der Kirchengemeinde in Chancy anempfohlen. 
Er heiratete Françoise Dorothée Argand (1748–1797), beide hatten sie eine Tochter Marie Joséphine Romilly (1770–1823). Im Jahre 1770 reichte er beim Staatsrat von Genf, Conseil d’État seinen Rücktritt ein.
Er war ein Freund von Jean-Jacques Rousseau, Jean-Baptiste le Rond d’Alembert, Denis Diderot und François Marie Arouet de Voltaire. Jean-Edme Romilly arbeitete, wie sein Vater Jean Romilly, an der Encyclopédie ou Dictionnaire raisonné des sciences, des arts et des métiers. Als Enzyklopädist (Encyclopédie) schrieb er die Artikel über Toleranz und Tugend, Tolérance et Vertu.